# Molitg-les-Bains
Molitg-les-Bains – miejscowość i gmina we Francji, w regionie Oksytania, w departamencie Pireneje Wschodnie.
Według danych na rok 1990 gminę zamieszkiwało 185 osób, a gęstość zaludnienia wynosiła 14 osób/km² (wśród 1545 gmin Langwedocji-Roussillon Molitg-les-Bains plasuje się na 723. miejscu pod względem liczby ludności, natomiast pod względem powierzchni na miejscu 595.).